# Szolnoki Roland
Szolnoki Roland (Mór, 1992. január 21. –) magyar válogatott labdarúgó, jelenleg a Puskás Akadémia középpályása.

## Pályafutása

### Klubcsapatokban
2009-től volt a Videoton játékosa. Az első szezonjában az első csapatban csak magyar kupa, illetve ligakupa mérkőzésen játszott. A Videoton II játékosaként hét másodosztályú bajnokin lépett pályára. Az elsőt 2009. augusztus 8-án, a BFC Siófok ellenében játszotta.
A 2010–11-es évadban is a tartalékoknál számoltak vele, ezúttal azonban tizenhét bajnokin szerepelt. A felnőttek között többször szerepelt a kispadon.
A 2011–12-es szezon előtt, július 7-én meghosszabbította szerződését a Videotonnal, további három évre. A 2011–12-es Bajnokok-ligája selejtezőjében a Sturm Graz elleni idegenbeli mérkőzésen csereként volt nevezve, azonban nem lépett pályára. A bajnokságban a felnőttek között a Paksi FC ellen a 85. percben küldte pályára Paulo Sousa vezetőedző. Ezek után ismét a második csapatban számítottak rá. A Győr II ellen gólpasszt adott Babos Barnabás-nak. Első felnőtt bajnoki pályára lépése után nyolc hónappal később ismét pályára lépett az első csapatban a Kaposvár ellen már kezdőként számítottak rá. A szezon során egyre több lehetőséget kapott. A szezont 13 NB 1-es mérkőzéssel zárta.
A 2012–13-as szezonban az Európa-liga selejtezőjében a Slovan Bratislava elleni első mérkőzésen még kispadon szerepelt, a visszavágón viszont már pályára lépett kezdőként. A KAA Gent ellen is kezdő volt, viszont a visszavágón csak a kispadon kapott helyet Sousától. A bajnokságban az első fordulóban már rögtön kezdő volt, a Lombard Pápa elleni hazai mérkőzésen. A mérkőzés félidejében viszont lecserélték. Az Újpest FC ellen begyűjtötte második sárga lapját, így kiállította a bíró. Eltiltását letöltve a Szombathelyi Haladás ellen tért vissza a pályára, de nem sokáig örülhetett, mivel a 76. percben szabálytalankodott és ismételten kiállították.
2018 nyarán a Puskás Akadémia csapatához igazolt. A 2019–20-as idényben csapatkapitányként bajnoki bronzérmet szerzett a játékostársaival együtt.

### A válogatottban
Többszörös utánpótlás válogatott labdarúgó. A 2011-es U19-es Európa-bajnokság selejtezőjében egy gólt ért el.
A felnőtt válogatottba 2013. január 23-án kapott meghívót Egervári Sándor szövetségi kapitánytól, a 2013. február 6-án, a törökországi Belekben rendezendő Fehéroroszország elleni felkészülési mérkőzés kapcsán. A találkozón végül nem lépett pályára.

## Statisztika

### Klubcsapatokban
2025. augusztus 16-i állapot szerint.
| Klub             | Szezon           | Bajnokság | Bajnokság | Kupa  | Kupa  | Ligakupa | Ligakupa | Nemzetközi | Nemzetközi | Összesen | Összesen |
| Klub             | Szezon           | Mérk.     | Gólok     | Mérk. | Gólok | Mérk.    | Gólok    | Mérk.      | Gólok      | Mérk.    | Gólok    |
| ---------------- | ---------------- | --------- | --------- | ----- | ----- | -------- | -------- | ---------- | ---------- | -------- | -------- |
| Videoton         | 2009–10          | 0         | 0         | 2     | 0     | 8        | 0        | 0          | 0          | 10       | 0        |
| Videoton         | 2010–11          | 0         | 0         | 1     | 0     | 0        | 0        | 0          | 0          | 1        | 0        |
| Videoton         | 2011–12          | 13        | 0         | 5     | 0     | 7        | 0        | 0          | 0          | 25       | 0        |
| Videoton         | 2012–13          | 18        | 1         | 6     | 0     | 2        | 0        | 6          | 0          | 32       | 1        |
| Videoton         | 2013–14          | 21        | 0         | 1     | 0     | 2        | 1        | 1          | 0          | 25       | 1        |
| Videoton         | 2014–15          | 25        | 0         | 5     | 0     | 5        | 0        | 0          | 0          | 35       | 0        |
| Videoton         | 2015–16          | 21        | 0         | 2     | 0     | —        | —        | 6          | 0          | 29       | 0        |
| Videoton         | 2016–17          | 21        | 0         | 1     | 0     | —        | —        | 6          | 0          | 28       | 0        |
| Videoton         | 2017–18          | 13        | 0         | 3     | 0     | —        | —        | 5          | 0          | 21       | 0        |
| Videoton         | Összesen         | 132       | 1         | 26    | 0     | 24       | 1        | 24         | 0          | 206      | 2        |
| Puskás Akadémia  | 2018–19          | 20        | 0         | 3     | 0     | —        | —        | —          | —          | 23       | 0        |
| Puskás Akadémia  | 2019–20          | 27        | 1         | 4     | 0     | —        | —        | —          | —          | 31       | 1        |
| Puskás Akadémia  | 2020–21          | 23        | 1         | 4     | 0     | —        | —        | 1          | 0          | 28       | 1        |
| Puskás Akadémia  | 2021–22          | 25        | 0         | 1     | 0     | —        | —        | 0          | 0          | 26       | 0        |
| Puskás Akadémia  | 2022–23          | 9         | 0         | 0     | 0     | —        | —        | 2          | 0          | 11       | 0        |
| Puskás Akadémia  | 2023–24          | 26        | 2         | 2     | 0     | —        | —        | 0          | 0          | 28       | 2        |
| Puskás Akadémia  | 2024–25          | 15        | 0         | 2     | 0     | —        | —        | 4          | 0          | 21       | 0        |
| Puskás Akadémia  | 2025–26          | 1         | 0         | —     | —     | —        | —        | —          | —          | 1        | 0        |
| Puskás Akadémia  | Összesen         | 146       | 4         | 16    | 0     | —        | —        | 7          | 0          | 169      | 4        |
| Karrier összesen | Karrier összesen | 278       | 5         | 42    | 0     | 24       | 1        | 31         | 0          | 375      | 6        |

### A válogatottban
| Magyarország | Magyarország | Magyarország |
| Év           | Mérk.        | Gólok        |
| ------------ | ------------ | ------------ |
| 2015         | 1            | 0            |
| Összesen     | 1            | 0            |

### Mérkőzései a válogatottban
| Magyarország | Magyarország    | Magyarország                | Magyarország | Magyarország | Magyarország | Magyarország | Magyarország | Magyarország |
| #            | Dátum           | Helyszín                    | Hazai        | Eredmény     | Vendég       | Kiírás       | Gólok        | Esemény      |
| ------------ | --------------- | --------------------------- | ------------ | ------------ | ------------ | ------------ | ------------ | ------------ |
| 1.           | 2015. június 5. | Debrecen, Nagyerdei stadion | Magyarország | 4 – 0        | Litvánia     | barátságos   | -            |              |
|              | Összesen        |                             |              | 1            | mérkőzés     |              | 0            | gól          |

## Sikerei, díjai
Videoton
- Magyar bajnok (3): 2010–11, 2014–15, 2017–18
- NB I ezüstérmes (4): 2011–12, 2012–13, 2015–16, 2016–17

 Puskás Akadémia
- NB I ezüstérmes (2): 2020–21, 2024–25
- NB I bronzérmes (3): 2019–20[5], 2021–22, 2023–24